# Julien Laïrle
Pas d'image ? Cliquez ici

Dernière mise à jour le 10 août 2019.
Julien Laïrle, né le 24 janvier 1985 à Toulouse, est un entraîneur de rugby à XV français. Il est  entraîneur des avants et de la défense de l’ASM Clermont Auvergne depuis 2023.

## Biographie
Julien Laïrle est le fils de Serge Laïrle, joueur du Stade toulousain de 1975 à 1990 puis entraîneur de rugby à XV. Il suit l'exemple de son père et commence le rugby à L'Isle-Jourdain avant de rejoindre l'US Colomiers puis le Stade toulousain. Il est Champion de France Crabos aux côtés notamment des futurs internationaux Maxime Médard, Maxime Mermoz ou Julien Le Devedec. Sa carrière de rugbyman est arrêtée brusquement alors qu'il évolue au poste de talonneur avec les Reichel du club. Après une série d'introductions en mêlée, le 19 mars 2005 à Narbonne, il se fracture gravement les cervicales.
Malgré la blessure, la passion est toujours là. Il décide alors de s'intéresser à l'analyse vidéo. Il travaille avec Michel Marfaing au centre de formation mais aussi avec son père auprès de l'équipe première du Stade toulousain avant de partir à Colomiers avec Philippe Ducousso, responsable de la formation, après le remerciement de son père. Impressionné par ses compétences, Ducousso suggère son nom à Philippe Boher alors entraîneur de l'équipe de France des moins de 20 ans. Il participe aux Coupes du monde 2010 et 2011 en tant qu’analyste de la performance. Il prend également goût au travail sur le terrain, il est entraîneur d’une équipe universitaire à Toulouse, puis au centre de formation à Colomiers, et ensuite à Périgueux de 2011 à 2013. En 2012-2013, il est directeur du centre de formation du CA Périgueux.
En 2013, il quitte Périgueux et devient entraîneur des avants du Soyaux Angoulême XV Charente en Fédérale 2. Il est associé à Renaud Gourdon de 2013 à 2016, avant d'être promu manager et rejoint par Rémy Ladauge. Il mène le club en Fédérale 1 en 2014, puis en Pro D2 en 2016.
En 2019, il est recruté par l'Union Bordeaux Bègles. Il devient entraîneur des avants et de la défense au sein du staff du nouveau manager Christophe Urios. Après le départ de ce dernier avec effet immédiat en novembre 2022, Julien Laïrle et Frédéric Charrier (entraîneur des arrières et de l'attaque) deviennent les deux entraîneurs par intérim du club bordelais jusqu'à la fin de la saison 2022-2023.
À partir de la saison 2023-2024, il rejoint de nouveau Christophe Urios, cette fois-ci au sein de l'ASM Clermont Auvergne pour occuper encore une fois le poste d'entraîneur des avants et de la défense.

## Palmarès

### Joueur
- Champion de France Crabos en 2005 avec le Stade toulousain.

### Entraîneur
- Champion de France de Fédérale 2 en 2014

## Bilan en tant qu'entraîneur
| Saison      | Club                  | Division   | Poste                            | Classement                       | Coupe d'Europe                | Challenge européen     |
| ----------- | --------------------- | ---------- | -------------------------------- | -------------------------------- | ----------------------------- | ---------------------- |
| 2013 - 2014 | Soyaux Angoulême XV   | Fédérale 2 | Avants                           | Champion de France de Fédérale 2 | -                             | -                      |
| 2014 - 2015 | Soyaux Angoulême XV   | Fédérale 1 | Avants                           | Éliminé en quart-de-finale       | -                             | -                      |
| 2015 - 2016 | Soyaux Angoulême XV   | Fédérale 1 | Avants                           | Accession en Pro D2              | -                             | -                      |
| 2016 - 2017 | Soyaux Angoulême XV   | Pro D2     | Manager                          | 13e                              | -                             | -                      |
| 2017 - 2018 | Soyaux Angoulême XV   | Pro D2     | Manager                          | 13e                              | -                             | -                      |
| 2018 - 2019 | Soyaux Angoulême XV   | Pro D2     | Manager                          | 9e                               | -                             | -                      |
| 2019 - 2020 | Union Bordeaux Bègles | Top 14     | Avants                           | 1er (arrêt du championnat)       | -                             | Éliminé en demi-finale |
| 2020 - 2021 | Union Bordeaux Bègles | Top 14     | Avants                           | 4e, éliminé en demi-finale       | Éliminé en demi-finale        | -                      |
| 2021 - 2022 | Union Bordeaux Bègles | Top 14     | Avants                           | 3e, éliminé en demi-finale       | Éliminé en huitième de finale | -                      |
| 2022 - 2023 | Union Bordeaux Bègles | Top 14     | Avants puis entraîneur principal | 6e, éliminé en demi-finale       | Éliminé en poule              | -                      |
| 2023 - 2024 | ASM Clermont Auvergne | Top 14     | Avants                           | -                                | -                             | -                      |